# Gawler River (River Leven)
Der Gawler River ist ein Fluss im Norden des australischen Bundesstaates Tasmanien.

## Geografie

### Flusslauf
Der fast 13 Kilometer lange Gawler River entsteht rund drei Kilometer nordwestlich der Kleinstadt Sprent aus dem East Gawler River und dem West Gawler River. Von dort fließt er nach Norden, vorbei an der Kleinstadt Gawler, und mündet etwa einen Kilometer westlich von Ulverstone in den River Leven.

### Nebenflüsse mit Mündungshöhen
Zum Gawler River sind folgende Nebenflüsse bekannt:
- East Gawler River – 119 m
- West Gawler River – 119 m